# 상분
상분(嘗糞)이란 사람의 대변의 맛을 보아 그 건강한 정도를 살펴보는 의학적 행위를 말한다. 중국의 고사성어에서 유래되었으며, 지극한 효성 또는 도가 지나친 아첨을 가리키는 용법으로 쓰인다.

## 고사유래
중국 송나라의 호계종이 고사성어를 집대성한 책인 서언고사(書言故事)에 따르면, 남북조 시대의 이름난 효자인 유검루(庾黔縷)란 사람이 있었는데, 평소 호랑이가 그 효성에 감동하여 그가 다니는 곳에는 나타나지 않을 정도였다. 그가 잔릉(棧陵)에서 현령(縣令)으로 근무할 때, 아버지의 병환소식을 듣고, 급히 고향으로 달려가니, 의원이 변의 맛을 보아야 정확한 진찰이 가능하다고 말했다. 이에 유검루가 주저 않고 손가락으로 변을 찍어 맛을 보니, 단 맛이 나는 것이 심상치 않았다. 그의 아버지는 이질을 앓고 심한 설사를 하고 있던 참이었다. 그는 이후로 매일 북극성에 빌어 아버지의 쾌유를 빌었으나, 하늘의 소리가 이르길, 아비의 수명이 다했으나, 효심을 보아 한달만 수명을 연장케 해주겠다고 하였다. 하늘의 말대로 그의 아버지는 한 달후에 죽었고, 유검루가 3년간 상을 치렀다. 이 때부터 변을 맛봄(嘗糞)이 지극한 효성을 뜻하게 되었다.
한편 같은 서언고사에 상분이 부정적인 뜻(지나친 아첨)으로 쓰인 유래도 나오는데, 다음과 같다.
당나라에 곽홍패라는 사람이 있었는데,그가 시어사(侍禦史)라는 직위에 근무할 때, 상관인 대부(大夫) 위원충(魏元忠)이 병을 앓고 있었다. 이에 주위 동료들이 모두 함께 병문안을 갔는데, 곽홍패만은 몰래 혼자 그의 상관을 찾아가
대변을 보여 주라고 말했다. 대변을 가져오자 거침없이 손가락으로 찍어 맛을 보더니 이렇게 말했다. "대변의 맛이 달면 병이 중한 것입니다. 다행히 대부님의 것은 쓴 맛이 나니, 곧 쾌유하실 겁니다. 걱정 마십시오." 위원충은 그의 이 해괴한 아첨에 오히려 배알이 뒤틀려 버렸다. 후에 병이 나아 조정에 나가자, 위원충은 많은 사람들 앞에서 이 사실을 폭로해 버렸다.
상분은 손가락을 잘라 절명하려는 부모의 입에 피를 넣어 드리는 단지주혈(斷指注血)과 먹을 것이 없자 자신의 넓적다리를 베어 그 고기를 부모님에게 먹였다는 할고(割股)와 함께 효행의 사례로 널리 알려졌다.